# سلفوس (شهرک)
سلفوس (به لاتین: Selfoss) یک شهر در ایسلند است که در منطقه جنوبی ایسلند واقع شده‌است.

## خصوصیات
سلفوس ۲ کیلومترمربع مساحت و ۶٬۵۱۲ نفر جمعیت دارد.

## خواهرخوانده
شهرهای Savonlinna، آرندال، کلمر و آسیات خواهرخوانده‌های سلفوس هستند.